# CAA Centre
Das CAA Centre ist eine Mehrzweckhalle in der kanadischen Stadt Brampton der Provinz Ontario. Jährlich besuchen 1,2 Mio. Menschen den Veranstaltungskomplex.

## Geschichte
Die im September 1998 eingeweihte Arena wird u. a. als Veranstaltungsstätte für Sport, Konzerte, Kultur, Graduierungsfeiern oder Messen genutzt. An der Kennedy Road im Süden der Stadt liegend, in der Nähe der Kreuzung Highway 407 und Highway 410. Sie ist eine der meistgenutzten Arenen in der Greater Toronto Area. Es bieten sich insgesamt vier Eisflächen im NHL-Format. Die Spectator Bowl ist mit 5000 Sitzplätzen und einem 250-Plätze-Restaurant ausgestattet. Hinzu kommen 27 Luxussuiten mit Fernseher, Kühlschrank und Bestell- sowie Lieferservice für Speisen und Getränke. Zudem beherbergt das CAA Centre heute die 1979 gegründete Brampton Sports Hall of Fame und ein Sportartikelgeschäft. Zum Gebäudekomplex gehören darüber hinaus im Außenbereich fünf Baseballplätze, drei Cricketplätze, ein Rugbyspielfeld, ein Ballhockeyfeld und ein Paintballfeld.
Von 1998 bis 2013 war die Eishockeymannschaft der Brampton Battalion aus der Ontario Hockey League im CAA Centre beheimatet, ehe sie nach North Bay übersiedelten. Von 2013 bis 2020 war die Halle die Heimspielstätte der Brampton Beast aus der East Coast Hockey League. Des Weiteren nutzten weitere Eishockey- und verschiedene Lacrossemannschaften die Sportstätte. Von 2013 bis 2015 waren die Brampton A’s aus der National Basketball League of Canada (NBL Canada) in Brampton ansässig, bevor sie nach Orangeville verlegt wurden. Jährlich wird das Kabaddi-Turnier Canada Kabaddi World Cup im CAA Centre ausgetragen.
Bis 2005 trug sie den Namen Brampton Centre for Sports and Entertainment. Danach übernahm Coca-Cola Canada das Sponsoring und die Arena erhielt den Namen des Sportgetränks Powerade. 2015 lief der Vertrag mit Coca-Cola Canada aus, doch die Arena trug weiter ihren Namen. Im März 2018 vereinbarte die in Thornhill ansässige Canadian Automobile Association und der Betreiber Realstar Group einen Sponsoringvertrag über zehn Jahre.
Im April 2023 wird in der Halle die Top-Division der Eishockey-Weltmeisterschaft der Frauen ausgetragen.